# Rhyacophila albardana
Rhyacophila albardana är en nattsländeart som beskrevs av Mclachlan 1879. Rhyacophila albardana ingår i släktet Rhyacophila och familjen rovnattsländor. Inga underarter finns listade i Catalogue of Life.